# 普尔瓦
普尔瓦（Purwa），是印度北方邦Unnao县的一个城镇。总人口21195（2001年）。

## 人口
该地2001年总人口21195人，其中男性10804人，女性10391人；0—6岁人口3123人，其中男1610人，女1513人；识字率54.08%，其中男性为62.36%，女性为45.48%。